# Dennis Taylor

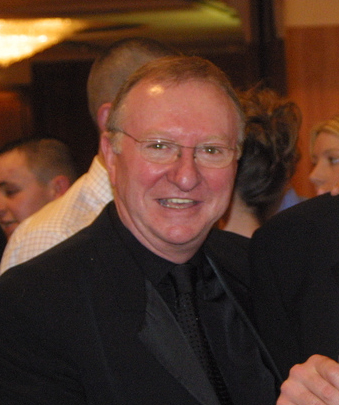
Dennis Taylor, 2004.

Dennis Taylor, född 19 januari 1949, är en nordirländsk före detta snookerspelare. Han nådde sina största framgångar på 1980-talet, och höjdpunkten var segern i VM 1985 då han slog dåtidens suverän, Steve Davis, i finalen.
VM-finalen 1985 är en av de mest uppmärksammade snookermatcherna i historien. Den avgjordes på sista svart i det sista framet, vid ställningen 17-17. Trots att matchen pågick till långt efter midnatt, följde 18 miljoner britter direktsändningen via BBC. Året därpå råkade Taylor ut för The Crucible Curse och föll i sin första match mot Mike Hallett.
Taylor vann ytterligare en rankingtitel under sin karriär – Grand Prix 1984. Dessutom har han vunnit Masters vid ett tillfälle, 1987, då han slog Alex Higgins i finalen.
Det som gjort Taylor mest känd är dock troligen hans enorma glasögon, som täckte mycket av hans panna, och var honom till hjälp då han lutade sig framåt över snookerbordet och behövde snegla uppåt. Han var också en av de första spelarna i världseliten att emellanåt spela med vänster hand, istället för att använda "krattan". Han var dock inte alls lika framgångsrik på denna teknik som exempelvis Ronnie O'Sullivan.
Under 1990-talet dalade Taylor stadigt på rankingen (han hade som högst varit rankad som 2:a i världen, säsongen 79/80), och år 2000 avslutade han sin professionella karriär. Numera kommenterar han ofta snooker på BBC.